# 默特爾-威克奧夫大道車站
默特爾-威克奧夫大道車站（英語：Myrtle–Wyckoff Avenues station）是紐約地鐵一個由BMT卡納西線和BMT默特爾大道線組成的車站複合，位於布魯克林布什維克與皇后區里奇伍德默特爾大道與威克奧夫大道交界（介乎蓋茲大道與埃爾德街的威克奧夫大道是布魯克林和皇后區的邊界），設有L線（任何時候停站）與M線（任何時候停站）列車服務。複合由一系列樓梯、扶手電梯和升降機連接地下和高架層而成。此站在2004年至2008年之間完全翻新。
由於有許多巴士停靠，MTA在2010年8月20日開放了里奇伍德公共交通總站。帕米多街自此對除巴士以外所有車輛關閉，以便B26、B52、B54、Q55及Q58線巴士的總站可以更為靠近，以及增加巴士、地鐵及高架鐵路之間轉乘的可達度和方便度。然而，高架的BMT默特爾大道線和地下的BMT卡納西線都不以此站為總站，只有除B13線以外的巴士線以此為總站。B13線只途經此總站。

## 車站結構
| 2F | 2號軌道             | 往大都會大道（塞尼卡大道）                                                                                     |
| 2F | 島式月台，左側開門  | |
| 2F | \| \| 舊中央軌道 \| | |
| 2F | 島式月台，右側開門  | |
| 2F | 1號軌道             | 往大都會大道（塞尼卡大道）                                                                                     |
| 1F | 夾層                | 扶手電梯、升降機、往車站屋及月台的樓梯                                                                         |
| G  | 街道層              | 出入口、閘機、車站詢問處、MetroCard自動售票機 透過默特爾／威克奧夫大道交界進入車站屋入口，車站屋內有升降機到月 |
| B1 | 夾層                | 閘機、只限卡納西線車站詢問處                                                                                   |
| B1 | 夾層                | 往車站屋及月台的扶手電梯、升降機及樓梯                                                                         |
| B2 | 北行                | 往第八大道（德卡爾布大道）                                                                                     |
| B2 | 島式月台，左側開門  | |
| B2 | 南行                | 往卡納西-洛克威公園道（哈爾西街） · 只准落客（部分早上繁忙時段列車）                                           |
|    | 舊中央軌道          | |

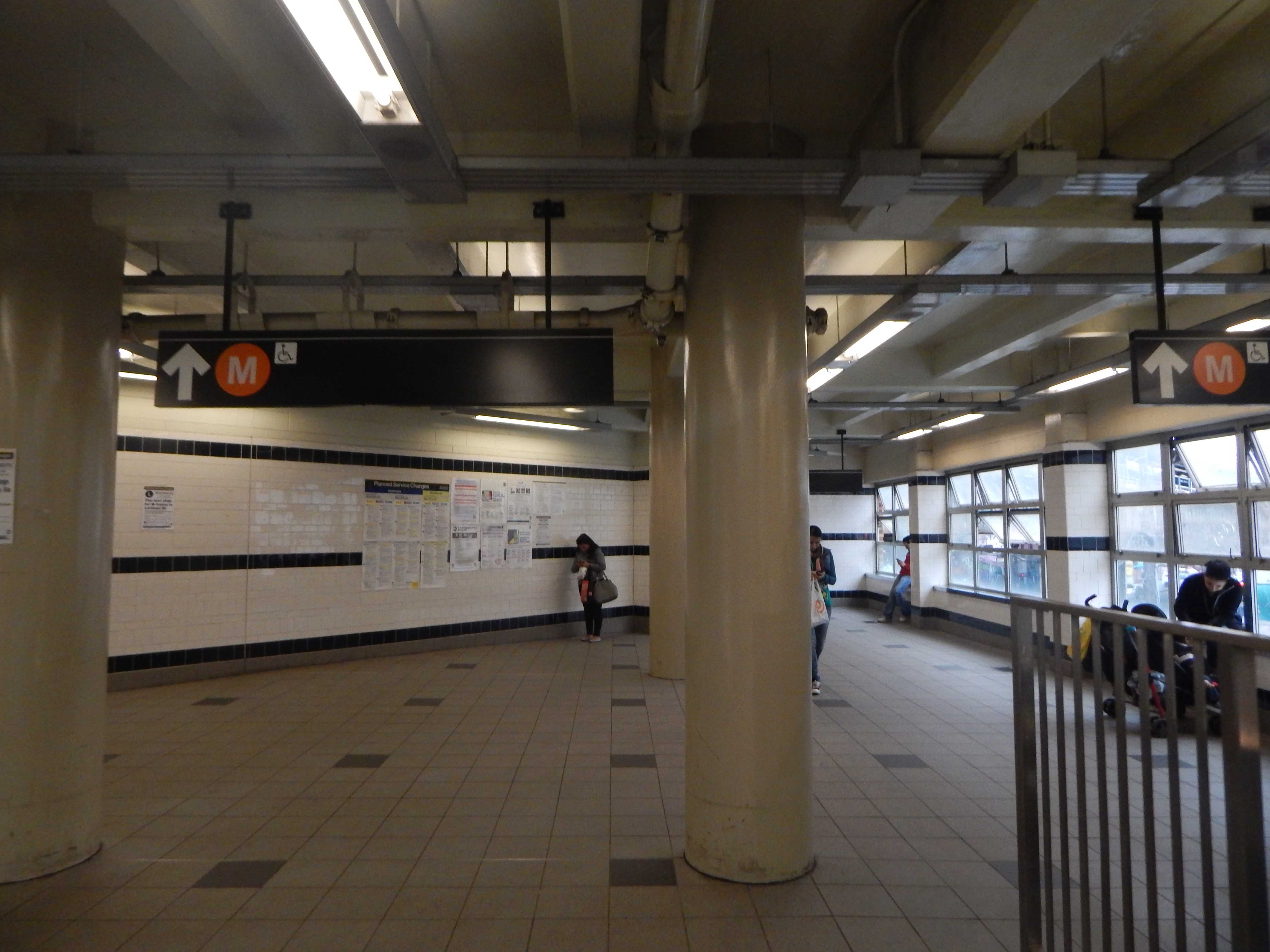
上夾層

此站以若干樓梯、升降機和扶手電梯連成一體。卡納西線設有地下的下夾層，而默特爾大道線設有地上的上夾層。主閘機層位於街道層，通過車站屋進入。另外卡納西線月台下夾層設有只限該月台使用的閘機。此站有三部升降機：一部從卡納西線到下夾層，一部從下夾層經街道層到上夾層，一部從上夾層到默特爾大道線。同時下夾層到上夾層也有扶手電梯。下夾層有整個月台的長度，但上夾層只有默特爾大道線月台下方的樓梯、升降機、扶手電梯到達平台多一點點的空間。
2004年起，車站進行大規模重建翻新，包括維修鋼結構和顯著的擴建。工程在2008年5月完工，花費5100萬美元。2000年至2006年間興建了車站的新車站大樓。2007年4月19日，位於默特爾、蓋茲及威克奧夫大道之間新擴建的主車站大樓正式對外開放。工程包括提升照明、樓梯重置、內部裝修以及新的溝通系統。2007年秋天，車站三部升降機投入服務，自此成為無障礙通行車站。大樓前方有玻璃圓形裝飾。

### 出口
默特爾大道線唯一的出入口就是通過車站屋進出。卡納西線另有四個額外出口：一個位於威克奧夫和蓋茲大道西角，兩個位於威克奧夫大道及帕米多街北角，一個位於默特爾及威克奧夫大道東南角。

## BMT默特爾大道線月台
BMT默特爾大道線的默特爾-威克奧夫大道車站（原名「威克奧夫大道車站」）是一個完全位於布魯克林的高架車站（與部分位於布魯克林部分位於皇后區的卡納西線車站不同）。1889年12月19日啟用，設有一個島式月台和兩條軌道。起初，路線在原初的威克奧夫車站結束，即現時此站以東的彎道。1906年以街道層一直延長至大都會大道，並在1910年代雙重合約時期再擴展成現在的高架結構。
1914年7月29日，車站重新配置成兩個島式月台，以容納額外的快車軌道前往百老匯-默特爾大道。（此站以東的僅餘路線是兩軌配置）。1914年高架結構改建為三軌時，BMT卡納西線蒙特羅斯大道與百老匯交匯車站之間仍然規劃為高架路線。快車軌道預期有可能會有不同的服務模式，以及威克奧夫大道上的卡納西線將在兩線以間此站以東設立軌道連接。
此站以東的塔也預期此線與高架卡納西線的交匯而興建。威克奧夫塔從未安裝安全裝置，而是用作辦公室。
到了1946年，中央軌道獲拆除，兩個月台以近車站兩條樓梯的一條木製行人道連接在一起，後來以混凝土連接取代。中央軌道其餘部分則安裝了欄杆。2000年代重建時，兩條樓梯以單一寬敞的樓梯取代。此樓梯位於車站北端，是車站與其餘部分唯一的連接。

## BMT卡納西線月台
BMT卡納西線的默特爾-威克奧夫大道車站（原名「默特爾大道車站」）是一個地下車站，1928年7月14日啟用，設有一個島式月台和兩條軌道。與其他卡納西線島式月台車站不同，此站牆壁沒有可見的橫樑。其天花板也比其他島式月台車站為低。此站與威爾遜大道之間大部分路段，往卡納西方向位於布魯克林，而往曼哈頓方向位於皇后區。
此站以南設有第三條軌道，用於儲車和調度，也可用於列車調頭。

## 外部連結
此站詳細資料：
- nycsubway.org—BMT Myrtle Avenue Line: Wyckoff Avenue
- nycsubway.org—BMT Canarsie Line: Myrtle Avenue
- Station Reporter — Myrtle–Wyckoff Complex
- The Subway Nut — Myrtle-Wyckoff Avenues (L) Pictures （页面存档备份，存于）
- The Subway Nut — Myrtle-Wyckoff Avenues (M) Pictures （页面存档备份，存于）

藝術品：
- MTA's Arts For Transit — Myrtle–Wyckoff Avenues

街景：
- Wyckoff Avenue entrance to station house from Google Maps Street View （页面存档备份，存于）
- Myrtle and Wyckoff Avenues entrance from Google Maps Street View
- Myrtle Avenue Line platform from Google Maps Street View
- Mezzanine from Google Maps Street View
- Canarsie Line platform from Google Maps Street View